# Астрономическая обсерватория Сормано
Астрономическая обсерватория Сормано — астрономическая обсерватория, основанная в 1987 году в Сормано, Ломбардия, Италия. Входит в состав Группы Итальянских астрометристов.

## Руководители обсерватории
- Пьеро Сиколи

## Инструменты обсерватории
- 500mm f/6.8 Ritchey-Cretien +  Apogee CCD 1024х1024 (ранее SBIG St6)
- 15 cm (6 inch) refractor
- 17.8 cm (7.2 inch) Maksutov (для гидирования)

## Направления исследований
- Подтверждение околоземных астероидов
- Открытие астероидов
- Наблюдения комет

## Основные достижения
- Открыто около 100 астероидов которые уже получили постоянное обозначение
- 10424 астрометрических измерений опубликовано с 1989 по 2011 года [2]

## Известные сотрудники
- Марко Каванья, Вальтер Джульяни, Франческо Манка, Аугусто Теста, Паоло Кьявенна

## Адрес обсерватории
- Via Valli, 9 22040 Garbagnate Monastero Lecco